# Vörös Hadsereg (magyar)
A magyar Vörös Hadsereg a Magyarországi Tanácsköztársaság hadserege, az első magyar „munkás-paraszt” hadsereg volt. A Forradalmi Kormányzótanács 1919. március 25-én rendelte el a Vörös Hadsereg megalakítását.

## Hadrendje
Mivel 1919. március 21-én az addigi Honvédelmi Minisztérium átalakult Honvédelmi Népbiztossággá, a honvédelmi népbiztos Pogány József, míg a népbiztos-helyettes Szántó Béla lett.
1919. március 26.: a 89/A. f. cs. bk. számú rendelet megváltoztatja az ügybeosztást:
- A, Hadműveleti főcsoport

vezető: Szántó Béla
segítő: Steinbrück Ottó
vezérkari főnök: Tombor Jenő
5., 11., 61. hadosztályokból alakult
- B, Szervezés főcsoport

vezetője: Pogány József
szakközeg: Stromfeld Aurél
- I. Csapatszervezés: Czóbel Ernő

6., 7., 10., 31., 39., 46. hadosztály
- II. Anyagi ellátás. Márk Nándor

28., 38., 42., 52., 56. hadosztály
- III. Műszaki és tüzéranyag: Mellinger

14., 37., 45., 48., 50., 53. hadosztály
Március 22. és április 15. között a cseh-tót arcvonalon 7 és fél zászlóalj és 1 üteg állomásozik. A román arcvonalon 5 zászlóalj, 1 lovas és 1 műszaki század, míg a délszláv arcvonalon 2 zászlóalj és 2 üteg található.
A március 26-án kelt 327/92. hdm. 5. sz. rendelete szabályozta a parancsnoklási viszonyokat. 8 körzetet határozott meg, amik a következők voltak:
1. – a) dunamenti front: az országhatártól az Ipoly torkolatáig: a 26. dandárcsoport (parancsnoka a 4. hadosztály parancsnoka)
2. – b) ipolymenti front: az Ipoly torkolatától Feledig: a 60. dandárcsoport (parancsnoka a 3. hadosztály parancsnoka)
3. – c) Feledtől az országhatárig: a 10. és 65. dandárcsoport (parancsnoka az 5. hadosztály parancsnoka)
4. – d) muramenti szakasz: az országhatártól Gyékényesig: a 20. dandárcsoport (közvetlenül a hadügyi népbiztosság alá rendelték a megfelelő parancsnok kiválasztásáig)
5. – e) dunántúli szakasz: a 44.  dandárcsoport (parancsnoka a 2. hadosztály parancsnoka)
6. – f) bácskai szakasz: a 38. (parancsnoka a 2. hadosztály parancsnoka)
7. – g) marosmenti szakasz: a 46. és a 101. dandárcsoport (parancsnoka Rab Ákos)
8. – h) erdélyi front: a székely különítmény és a 39. dandárcsoport (parancsnoka Kratochvil Károly)

(A fel nem sorolt erők tartalékul szolgáltak.)
Pogány József korabeli megítélés szerint sem volt alkalmas a hadügyek vezetésére. Több másik népbiztossal is összeveszett katonai kérdésekben. A Forradalmi Kormányzótanács, látva a kialakult helyzetet, március 24-én alapított egy háromtagú tanácsot (Kun Béla, Böhm Vilmos és Weltner Jakab személyében) a kérdés eldöntésére. A tanács Pogány József pártját fogta: a szakszervezeteken keresztül, önkéntes hadsereget kell csinálni, s ily módon megtölteni a 200 000 megüresedett helyet. A toborzás megkezdése után napról napra nőtt a jelentkezők száma, de ebben közrejátszott a tény, hogy az ország elvesztheti a szuverenitását. A szervezési rendelet értelmében a mindhárom fegyvernemet magában foglaló hat hadosztályból, a székely különítményből (Székely Hadosztály) és a Dunaőrségből álló hadsereget írt elő. A toborzás a hadosztály-parancsnokságokon keresztül történt és a létszámot minden nap jelentették a Hadügyi Népbiztosságon. Április 1-jén az addig toborzottak létszáma összesen 20 640 fő volt, az alábbi részletezésben:
| Hadosztály                | Létszám (fő) |
| ------------------------- | ------------ |
| budapesti 1. hadosztály   | 1655         |
| budapesti 2. hadosztály   | 1661         |
| budapesti 3. hadosztály   | 3275         |
| győri 4. hadosztály       | 2362         |
| nyíregyházi 5. hadosztály | 2347         |
| szegedi 6. hadosztály     | 1500 fő      |
| székely különítmény       | 7542         |
| tengerészdandár           | 298          |

Április 7-én kelt 7575/eln. 6. számú rendelet a hadosztályok tüzérségének maradéktalan felállítását rendelte el. Április 8-án kelt 7848/eln. 37. számú rendelet a repülőcsapat átszervezését határozta el. Ezt követően azonban egy más és igen fontos rendelet született, amely meglepő is lehet egy központi irányítású diktatórikus állam ez az április 11-én kelt 407/66. hdm. számú rendelet, ami megtiltotta a direktóriumoknak, hogy beavatkozzanak a katonai kérdésekbe. A Vörös Hadseregben is felállt a forradalmi katonai törvényszékek intézménye, amit a 10618/912 számú körrendelet rendszeresített.
Április 13-án kelt 7701/eln. 6. számú rendelet megalakította a Felvidéki Vörös Ezredet az április 14-én kelt 7950/eln. 9. számú rendelet pedig a Ruszin Vörös Gárdahadosztályt.
Az április 21-én valamint az április 26-án keltezett rendeletek (8434/eln. 6.-8432/eln. 32.) 1-1 aknavető üteg és távbeszélő szakasz felállítását rendelte minden hadosztályok számára. A toborzottak száma is sokat változott április 9-én: 37 788 fő; április 12-ig: 48 196 fő. Ezzel kapcsolatban hozták azt a 9000/eln. 6. számú rendeletet, amely arról rendelkezett, hogy kormányzótanács és munkástanács fele valamint az összmunkásság fele kimegy a frontra harcolni. Ezért adták ki április 23-án a 8335/eln. 31. számú rendelkezést, ami a Vörös Hadseregbe való belépés kötelezettségére vonatkozott.

## A toborzottak összlétszáma
| Dátum             | Összlétszám (fő) |
| ----------------- | ---------------- |
| 1919. április 3.  | 26449            |
| 1919. április 5.  | 29743            |
| 1919. április 10. | 32832            |
| 1919. április 15. | 53524            |

Magyarok mellett nagy számban harcoltak internacionalista gondolkodású oroszok, szlovákok és németek.

## A vezérkar
A hadügy vezetésében meglévő viták miatt április 4-étől öttagú hadügyi kollégium vette át a honvédelem irányítását: Kun Béla (KMP), Fiedler Rezső (KMP), Szántó Béla (MSZDP), Böhm Vilmos (MSZDP) és Haubrich József (MSZDP)

## Hadműveletek

A Vörös Hadsereg által elfoglalt terület (piros)

1919. április 21-én Stromfeld Aurélt (MSZDP) nevezték ki Böhm Vilmos mellé a tiszántúli csapatok vezérkari főnökévé. 1919 tavaszán kísérletet tett a Magyarország területén folyamatosan terjeszkedő cseh–szlovák és román erők visszaszorítására: május 9-én, Hatvan térségéből indított hadjárata elején a Vöröshadsereg győzelmet aratott Miskolc mellett, ezzel pedig elszigetelte egymástól az északról támadó cseh–szlovák és a kelet felől előrenyomuló román erőket.
A Vörös Hadsereg a győzelem után a gyengébbnek tartott cseh–szlovák erőkkel vette fel a harcot, és északi hadjárata során többek között felszabadította Sátoraljaújhelyt, Érsekújvárt, Kassát, majd Eperjest. A Vörös Hadsereg sikerei rövid időn belül tiltakozást váltottak ki az antant részéről, júniusban jegyzékben követelték a Vörös Hadsereg visszavonását. A Tanácsköztársaság politikai vezetése a sikeres felvidéki hadjáratot követően úgy döntött, hogy elfogadja az antanthatalmak ajánlatát, és az ígért politikai, gazdasági, illetve területi ellentételezésekért cserében kiüríti a visszafoglalt területeket. A Clemenceau-jegyzék elfogadása és a Vörös Hadsereg visszarendelése elleni tiltakozásul Stromfeld 1919. július 3-án lemondott, példáját sok katonatiszt követte. Az új vezérkari főnök Julier Ferenc lett. 
Az antant vállalásait nem teljesítette, ezért a Vörös Hadsereg július 20-án megindította az eleinte sikeres tiszai támadását a románok ellen, ez azonban a csapatok gyenge harcértéke és a haditervnek a románokhoz való eljuttatása miatt pár nap alatt összeomlott.

### Páncélvonatok

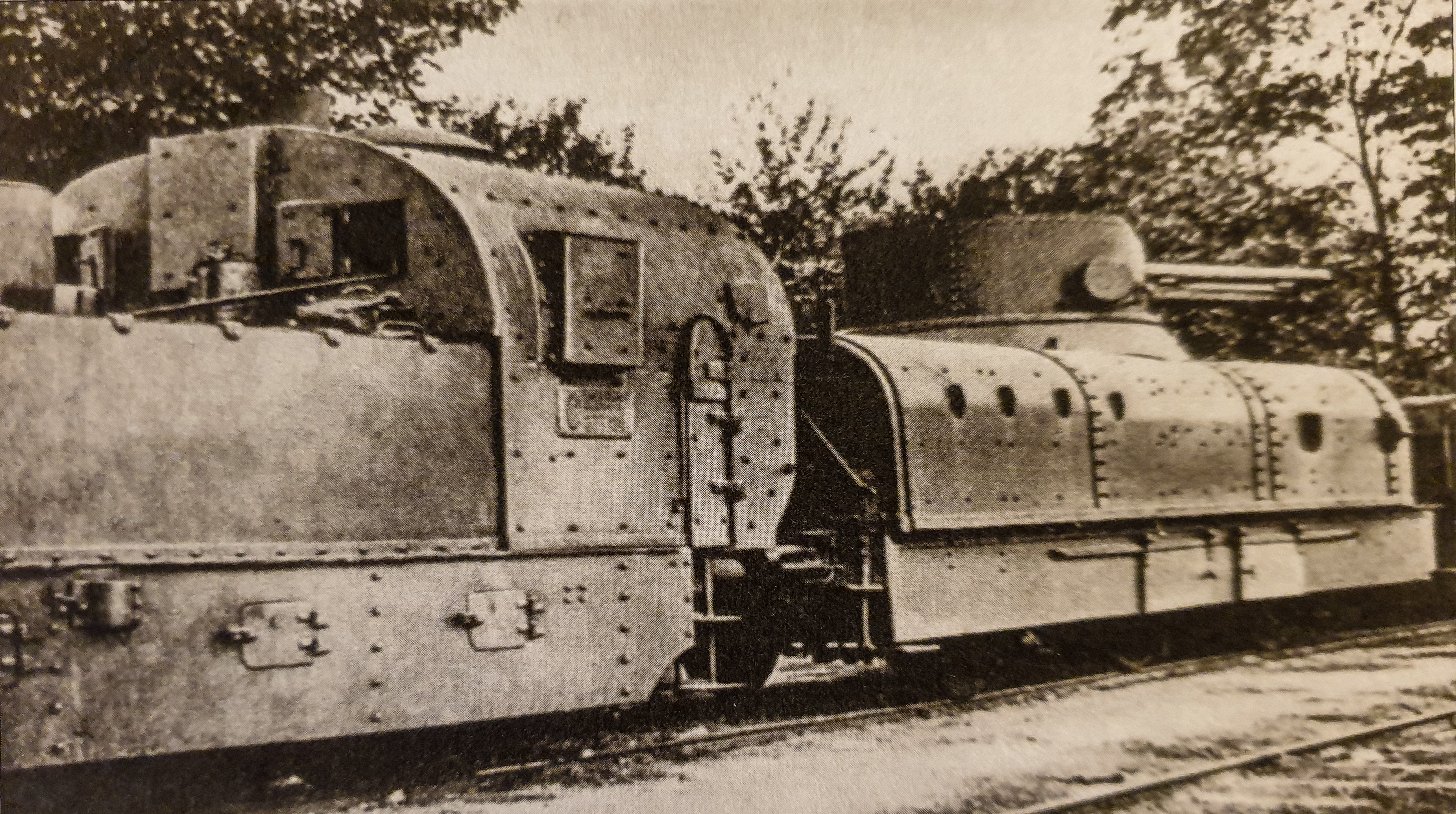
A magyar Vörös Hadsereg egyik páncélvonata

A magyar Vörös Hadsereg az első világháborúból fennmaradt páncélvonatokat is alkalmazta felderítésre, a gyalogság támadásának támogatására, üldözésre, a védelem megerősítésére, valamint a visszavonulás fedezésére. Ezek általában egy géppuskás és egy ágyús kocsival rendelkeztek, de voltak ennél gyengébb illetve erősebb felszereltségű vonatok is. 
A páncélvonatok sikeres alkalmazásának egyik példája az északi hadjárat során történt, amikor a 6. számú páncélvonat Losoncig tört előre a csehszlovák ellenőrzés alatt álló területen erőszakos felderítést végrehajtva. Tüzelésre késztette az ellenséges tüzérséget, megállapította a helyét, pontosította a csehek első vonalát. Másnap a magyar támadók hasznosították ezeket az adatokat, megsemmisítették a cseh lövegeket és a gyalogság támadása sikeres lett.